# Cratere Godin

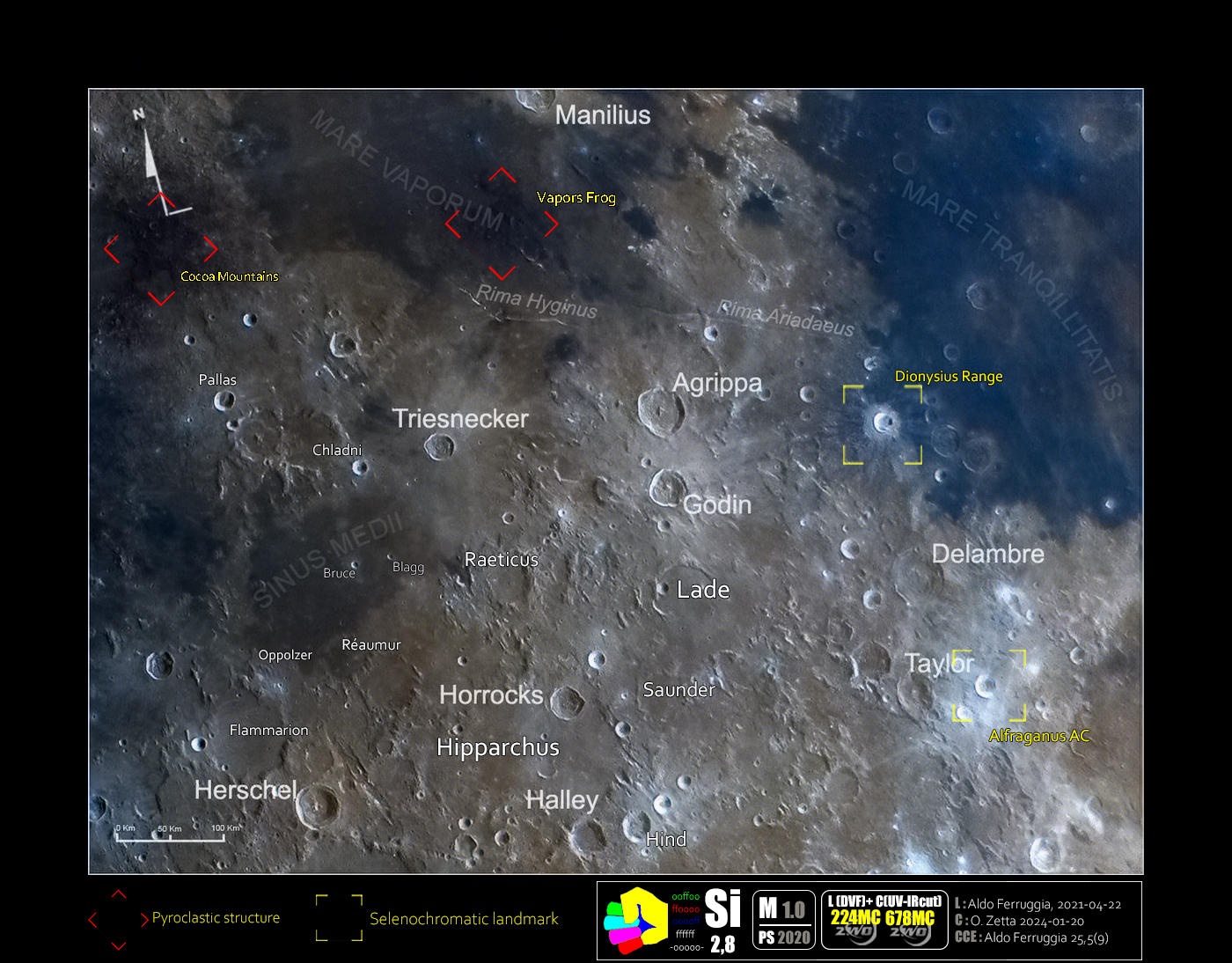
L'area del cratere Godin con mineral postprocessing

Godin è un cratere lunare di 34,25 km situato nella parte nord-orientale della faccia visibile della Luna, a sud del cratere Agrippa in una regione accidentata a est del Sinus Medii. A nordest è presente il cratere Tempel, nel lato orientale di Agrippa, mentre a sud sono presenti i resti del cratere Lade.
Il bordo del cratere è più largo nella metà meridionale rispetto a quella settentrionale. La superficie interna è accidentata e presenta un coefficiente di albedo più elevato rispetto alla regione circostante. Al centro è presente un picco. Il cratere è circondato da una tenue raggiera che si estende per 375 km.
Il cratere è dedicato all'astronomo francese Louis Godin.

## Crateri correlati
Alcuni crateri minori situati in prossimità di Godin sono convenzionalmente identificati, sulle mappe lunari, attraverso una lettera associata al nome.
| Godin | Coordinate           | Diametro (in km) |
| ----- | -------------------- | ---------------- |
| A     | 2°40′12″N 9°39′36″E  | 9,44             |
| B     | 0°43′48″N 9°47′24″E  | 11,35            |
| C     | 1°32′24″N 8°22′48″E  | 4,05             |
| D     | 0°58′12″N 8°14′24″E  | 5,12             |
| E     | 1°39′36″N 12°22′12″E | 3,62             |
| G     | 1°55′48″N 10°58′12″E | 5,59             |